# 12 fructidor
12 thermidor 12 jour complémentaire
Le duodi 12 fructidor, officiellement dénommé jour du fenouil, est le 342e jour de l'année du calendrier républicain.
C'était généralement le 29e jour du mois d'août dans le calendrier grégorien.